# 3805 Goldreich
3805 Goldreich è un asteroide della fascia principale del diametro medio di circa 12,9 km. Scoperto nel 1981, presenta un'orbita caratterizzata da un semiasse maggiore pari a 2,6818400 UA e da un'eccentricità di 0,1900699, inclinata di 11,83907° rispetto all'eclittica.